# Fremontodendron californicum
Fremontodendron californicum, grm ili stablo iz porodice Malvaceae ili sljezovki, porijeklom iz jugozapadne Sjeverne Amerike. Donje površine listova imaju teksturu pusta. Grm naraste do 5 metara (16 stopa) u visinu i nosi naizmjenične režnjaste listove duge oko 2,5 cm (1 inč). Lijepi, žuti, pojedinačni cvjetovi promjera su oko 5 cm (2 inča).

## Galerija
- F. californicum
- F. californicum
- F. californicum, plod